# Emil Roth (Kunsthistoriker)
Emil Roth (* 10. April 1866 in Budweis; † nach 1915) war ein Kunsthistoriker und als Staatsjurist Landesregierungsrat der K. u. K. Monarchie.

## Leben
Er absolvierte in Budweis das Staatsgymnasium und anschließend die Universität in Wien im juristischen Fach. Zehn Jahre war er in der politischen Verwaltung im äußeren Dienst tätig, dann in der Zentralstelle. 1911 trat er als Landesregierungsrat in den zeitlichen Ruhestand. Größere Reisen nach Deutschland, Frankreich, Italien und Griechenland waren die Grundlage für ein erneutes weiteres Studium – ab 1912 der Kunstgeschichte in München an der Kgl. Ludwig-Maximilians-Universität u. a. bei Paul Wolters und Heinrich Wölfflin. Er promovierte 1915 zum Dr. phil. mit einem Thema der Italienischen Renaissance bei Heinrich Wölfflin.

## Werke
- Die Rustika der italienischen Renaissance und ihre Vorgeschichte, Verlag	Waldheim-Eberle a.g., Phil. Diss. Wien 1917.[1]